# هيدرا 70
هيدرا 70 (بالإنجليزية: Hydra 70)‏ هو صاروخ ذو زعنفة استقرار 2.75 بوصة، وهو من الصواريخ غير الموجهة. تستخدم بشكل أساسي كصاروخ جو-أرض . ويمكن أن يجهزة مع مجموعة متنوعة من الرؤوس الحربية، والإصدارات الأحدث، جهزت بنظم توجيه لنقطة الهجمات. ويستخدم هيدرا على نطاق واسع من قبل القوات الأمريكية والحليفة، ويتنافس مع الصاروخ الكندي (CRV-7) القابل للتبديل معه.

## النسخ الموجهة
هناك العديد من جهود التصميم لتحويل صاروخ هيدرا 70 إلى ذخيرة دقيقة التوجيه، وذلك لإنتاج سلاح بدقة أكبر ولكن بتكلفة أقل من الصواريخ الموجهة الأخرى.

## مشغلين

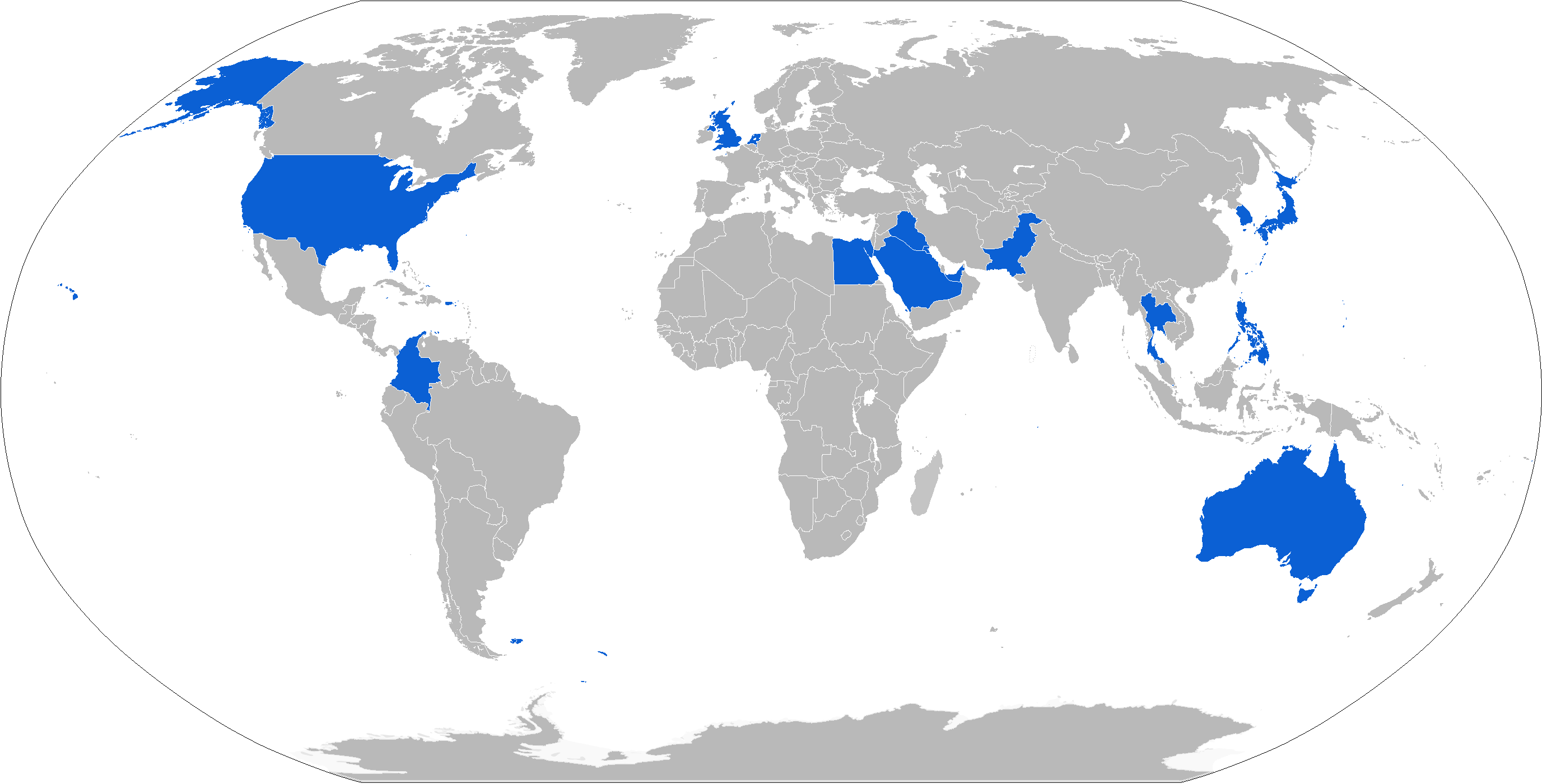
خريطة مستخدمين هيدرا مع 70 تظهر باللون الزرقاء

### المشغلين الحاليين
- أستراليا
- كولومبيا
- مصر
- العراق
- اليابان
- الكويت
- هولندا
- باكستان
- الفلبين
- المملكة العربية السعودية
- سنغافورة
- كوريا الجنوبية
- تايلاند
- الإمارات العربية المتحدة
- المملكة المتحدة
- الولايات المتحدة